# Casino de Zamora
El Casino de Zamora (denominado también Círculo de Zamora) es un edificio ubicado en la ciudad de Zamora obra del arquitecto español Miguel Mathet y Coloma que diseña el edificio en el año 1905 con estilo modernista. Su sociedad se rige mediante un reglamento que se remonta al año de 1867. Lugar de reunión de la mesocracia local a imitación del casino de Madrid (que construyó su actual sede y se inauguró el mismo año, es decir en 1910). En la actualidad parte de las dependencias del antiguo casino son ocupadas por un café bar en el que los zamoranos y zamoranas se siguen reuniendo siendo uno de los sitios más cotizados de la capital.

## Historia
Las primeras reuniones del Casino datan del año 1850. Estaba formada por una docena de zamoranos que se reunían en una habitación de la casa de Francisco María Fernández. Tras tres años desde su fundación el número creciente de socios hizo que se reunieran en los altos del Café Español situado en la plaza Mayor. En el edificio que se denominaba por aquel entonces "Las Panaderas" (ocupado en la actualidad por el Ayuntamiento Nuevo). Tras unos años el casino ubicó su local en el Teatro Principal, lugar donde se escribe su primer reglamento que se remonta al año de 1867. En 1871 asienta su sede en un edificio de la calle de Santa Clara. Tras ello los socios deciden construir la sede actual, que se inaugura en 1910.